# Chlamydia (geslacht)
Chlamydia is een geslacht van bacteriën.  De  seksueel overdraagbare aandoening chlamydia kan een asymptomatisch beloop hebben. 

## Soorten
- Chlamydia trachomatis leeft parasitair in de mens. Bij de mens kan hij diverse aandoeningen veroorzaken zoals de seksueel overdraagbare aandoening chlamydia. De soortaanduiding trachomatis dankt de bacterie aan het feit dat hij de verwekker is van de oogaandoening trachoom. Mannen kunnen klachten krijgen, die lijken op die van gonorroe. Als de ziekte niet wordt behandeld kan dit bij vrouwen tot een chronische ontsteking van de inwendige geslachtsorganen en daarmee ook vaak tot onvruchtbaarheid leiden.
- Chlamydia suis komt voor bij zwijnen naar welke hij is vernoemd (sus = zwijn).
- Chlamydia muridarum komt voor in knaagdieren van de familie Muridae.

### Anders ingedeeld
Chlamydophila pneumoniae werd vroeger tot Chlamydia gerekend. Deze wordt nu bij  Chlamydophila ingedeeld.